# Салліван (Міссурі)
Салліван (англ. Sullivan) — місто (англ. city) в США, в округах Франклін і Кроуфорд штату Міссурі. Населення — 6906 осіб (2020).

## Географія
Салліван розташований за координатами 38°12′44″ пн. ш. 91°9′50″ зх. д. / 38.21222° пн. ш. 91.16389° зх. д. (38.212198, -91.163764).  За даними Бюро перепису населення США в 2010 році місто мало площу 20,46 км², уся площа — суходіл.

## Демографія
Згідно з переписом 2010 року, у місті мешкала 7081 особа в 2829 домогосподарствах у складі 1793 родин. Густота населення становила 346 осіб/км².  Було 3136 помешкань (153/км²).
Расовий склад населення:
| - 97,4 % — білих - 0,4 % — корінних американців - 0,4 % — азіатів - 0,2 % — чорних або афроамериканців |

До двох чи більше рас належало 1,0 %. Частка іспаномовних становила 2,2 % від усіх жителів.
За віковим діапазоном населення розподілялося таким чином: 26,5 % — особи молодші 18 років, 56,9 % — особи у віці 18—64 років, 16,6 % — особи у віці 65 років та старші. Медіана віку мешканця становила 35,6 року. На 100 осіб жіночої статі у місті припадало 89,9 чоловіків;  на 100 жінок у віці від 18 років та старших — 84,1 чоловіків також старших 18 років.
Середній дохід на одне домашнє господарство  становив 40 934 долари США (медіана — 30 507), а середній дохід на одну сім'ю — 50 671 долар (медіана — 42 829). Медіана доходів становила 38 634 долари для чоловіків та 25 497 доларів для жінок. За межею бідності перебувало 19,0 % осіб, у тому числі 23,5 % дітей у віці до 18 років та 12,6 % осіб у віці 65 років та старших.
Цивільне працевлаштоване населення становило 2703 особи. Основні галузі зайнятості: виробництво — 24,2 %, освіта, охорона здоров'я та соціальна допомога — 17,4 %, будівництво — 15,6 %.